# Arrietty ze světa půjčovníčků
Arrietty ze světa půjčovníčků (japonsky 借りぐらしのアリエッティ, Kari-guraši no Arietti) je japonský animovaný dobrodružný film z roku 2010, který režíroval Hiromasa Jonebajaši v produkci studia Ghibli. Film vychází z románu Pidilidi (v anglickém originále The Borrowers) z roku 1952 od anglické spisovatelky Mary Nortonové.

## Obsazení
| Mirai Šida       | Arrietty    |
| Rjúnosuke Kamiki | Šó          |
| Šinobu Ótake     | Homily      |
| Keiko Takešita   | Sadako Maki |
| Tacuja Fudžiwara | Spiller     |
| Tomokazu Miura   | Pod         |
| Kirin Kiki       | Haru        |

## České uvedení a název
V roce 2016 film uvedla Česká televize pod názvem Arrietty ze světa půjčovníčků.
Český název je překlad původního japonského názvu s přihlédnutím k českému překladu knižní předlohy. "Kariguraši" je japonský překlad původního anglického "borrower", což je v českém knižním překladu "půjčovníček", potažmo "půjčovníčci". Kniha vyšla pod názvem Pidilidi pouze kvůli tomu, že takto tu byl dříve uvedený hraný celovečerní film, nicméně v textu samotném se tento výraz už nevyskytuje. Japonský název doslovně znamená "Půjčovnička Arrietty". V USA pak byl tento film uveden pod názvem The Secret World of Arrietty (Utajený svět Arrietty). Arrietty je jméno hlavní hrdinky – Arrietty Clock, jejíž jméno bylo v českém překladu knihy přeloženo jako Arielka Hodinová.